# Episodi di Legacies (terza stagione)
La terza stagione della serie televisiva Legacies, composta da sedici episodi, è stata trasmessa sul canale statunitense The CW dal 21 gennaio al 24 giugno 2021.
In Italia la stagione è andata in onda in prima visione su Premium Stories dal 13 aprile al 27 luglio 2021. I primi due episodi sono stati pubblicati in anteprima di una settimana su Infinity+ e Sky On Demand rispettivamente il 6 e il 13 aprile 2021. Viene trasmessa in chiaro dal 7 giugno al 19 luglio 2022 su La5.
A partire da questa stagione entrano nel cast principale Ben Levin e Leo Howard. Durante questa stagione esce dal cast principale Peyton Alex Smith. Candice King di The Vampire Diaries ha un cameo vocale.
| n° | Titolo originale                                                  | Titolo italiano                                                                | Prima TV USA     | Prima TV Italia |
| -- | ----------------------------------------------------------------- | ------------------------------------------------------------------------------ | ---------------- | --------------- |
| 1  | We're Not Worthy                                                  | Noi non siamo degni                                                            | 21 gennaio 2021  | 13 aprile 2021  |
| 2  | Goodbyes Sure Do Suck                                             | Gli addii fanno davvero schifo                                                 | 28 gennaio 2021  | 20 aprile 2021  |
| 3  | Salvatore: The Musical!                                           | Salvatore - Il musical!                                                        | 4 febbraio 2021  | 27 aprile 2021  |
| 4  | Hold On Tight                                                     | Tieniti stretto                                                                | 11 febbraio 2021 | 4 maggio 2021   |
| 5  | This Is What It Takes                                             | Questo è ciò che serve                                                         | 18 febbraio 2021 | 11 maggio 2021  |
| 6  | To Whom It May Concern                                            | A chiunque possa interessare                                                   | 11 marzo 2021    | 18 maggio 2021  |
| 7  | Yup, It's a Leprechaun, All Right                                 | Sì, è proprio un leprecauno                                                    | 18 marzo 2021    | 25 maggio 2021  |
| 8  | Long Time, No See                                                 | È un po' che non ci si vede                                                    | 25 marzo 2021    | 1º giugno 2021  |
| 9  | Do All Malivore Monsters Provide This Level of Emotional Insight? | Tutti i mostri di Malivore portano a questo livello di consapevolezza emotiva? | 8 aprile 2021    | 8 giugno 2021   |
| 10 | All's Well That Ends Well                                         | Tutto è bene quello che finisce bene                                           | 15 aprile 2021   | 15 giugno 2021  |
| 11 | You Can't Run from Who You Are                                    | Non puoi scappare da ciò che sei                                               | 6 maggio 2021    | 22 giugno 2021  |
| 12 | I Was Made to Love You                                            | Sono stato creato per amarti                                                   | 13 maggio 2021   | 29 giugno 2021  |
| 13 | One Day You Will Understand                                       | Un giorno capirai                                                              | 20 maggio 2021   | 6 luglio 2021   |
| 14 | This Feels a Little Cult-y                                        | Questa sembra un po' una setta                                                 | 10 giugno 2021   | 13 luglio 2021  |
| 15 | A New Hope                                                        | Una nuova speranza                                                             | 17 giugno 2021   | 20 luglio 2021  |
| 16 | Fate's a Bitch, Isn't It?                                         | Il destino è bastardo, non è vero?                                             | 24 giugno 2021   | 27 luglio 2021  |

## Noi non siamo degni
- Titolo originale: We're Not Worthy
- Diretto da: Jeffrey Hunt
- Scritto da: Penny Cox e Cynthia Adarkwa

### Trama
Mentre Hope e Landon sono ancora immersi in una sorta di magico coma, Alaric convince i suoi studenti a passare una giornata sportiva per distrarli dagli avvenimenti accaduti negli ultimi due anni, e in special modo nell'ultima settimana; non tutti però sono disposti a dimenticare ciò che è successo, Alyssa infatti, che è stata riportata alla vita dal Necromante, non ha intenzione di lasciar correre il fatto che Josie l'abbia uccisa e approfitta delle debolezze della giovane Saltzman, che nel frattempo ha rinunciato ai suoi poteri, per ricordarle quello che ha fatto.
Allo stesso tempo, Landon, la cui anima è in transito tra la vita e la morte, è deciso a lasciar compiere il suo destino abbandonando Hope e tutti i suoi amici per compiere un'ultima buona azione, egli è infatti consapevole del fatto che se dovesse tornare indietro permetterebbe al Necromante di avere completo accesso alla magia nera di Josie e diverrebbe indistruttibile. Ma le cose non vanno come sperate perché poco prima che possa passare oltre, il Necromante, obbligato dal Dr. Saltzman, lo raggiunge e lo riporta indietro.
Il resto degli studenti è invece impegnato nelle varie attività sportive, e Lizzie che si riscopre molto protettiva nei confronti della sorella, vuole provare a tutti che Josie è la stessa di sempre e non merita il trattamento che le stanno riservando. Decide di sfidare Alyssa ad una delle attività nominando la sorella come capitano della squadra, e permettendo alla Chang di scegliere in quale attività sfidarle; questo però non porta ai risultati sperati perché Alyssa sceglie il "tiro alla fune" e la sua squadra è composta per lo più da lupi e vampiri, che sono nettamente più forti delle streghe che compongono la squadra di Josie; Lizzie però è più che convinta di poter vincere lo stesso, non sapendo che la sorella ha rinunciato ai suoi poteri. Come già previsto la loro squadra perde, e Josie decisamente turbata rimprovera la sorella di star peggiorando le cose, e finalmente confessa di non aver più magia. Pochi istanti dopo fa la sua comparsa Nimue, la Dama del Lago, proveniente da Malivore, e giunta fino a loro poiché attirata dalla spada Excalibur; avverte la scuola Salvatore che terribili avvenimenti si abbatteranno su di loro, a meno che non le consegnino la spada, ma non fidandosi delle sue parole decidono di non consegnargliela. Come già aveva predetto Nimue, i guai non tardano ad arrivare, la spada magica, animata da una forza, penetra in una roccia rimanendo incastrata, e un cavaliere misterioso e del tutto ostile li raggiunge, si tratta del Cavaliere Verde, venuto per riappropriarsi di Excalibur.
Nel frattempo Rafael sentendosi in colpa, suggerisce al Dr. Saltzman di mettere l'anima di Landon dentro il suo corpo, ma Alaric non sembra molto convinto; subito dopo torna il Necromante trascinando con sé Landon, o meglio la sua anima, che solo lui e Rafael possono vedere. Anche Landon non è d'accordo con l'idea di Rafael, e gli spiega il motivo per cui lui non vuole tornare tra i vivi a costo di rimanere un'anima incorporea, ma il suo amico non può permettergli di fare una cosa del genere e per convincerlo gli dice cosa è accaduto ad Hope, che ancora non si è svegliata. A quel punto il ragazzo non è più sicuro di quello che deve fare, e dopo aver visto Hope con i suoi stessi occhi, prende una decisione: è tempo per lui di risvegliarsi.
Mentre Rafael, Alaric e Landon sono impegnati con il Necromante e Hope che non si sveglia, il resto degli studenti sta facendo i conti con il Cavaliere Verde che colpito da un maleficio è costretto a muoversi sempre più lentamente in prossimità della spada. Nimue spiega che solo "chi è degno" può estrarre la spada dalla roccia, ovvero solo il discendente diretto di Re Artù può farlo, e questo non porta altro che sconforto alla Super Squad, perché nessuno di loro dimostra di essere "degno". Quando tutto sembra portare alla fine, Rafael giunge in loro soccorso e senza tanti sforzi estrae la spada e trafigge il cavaliere: è lui il discendente di Re Artù.
La scena si sposta su Landon, che si è riappropriato del suo corpo nonostante i rischi, e che ora è al fianco di Hope ancora immersa nel magico coma, il ragazzo però la bacia, e come per magia lei si risveglia spiegando poi al ragazzo che lei non si svegliava perché in qualche modo sapeva e sentiva che lui si trovava tra la vita e la morte.
Non tutto però sembra finire per il meglio, Josie dopo gli avvenimenti della giornata, capisce di doversi prendere una pausa, e comunica al Dr. Saltzman di voler partire per l'Europa e raggiungere la madre; mentre Alyssa, cacciata dalla Super Squad e in particolare da Lizzie durante lo scontro con il Cavaliere Verde, si unisce al Necromante, che ora ha completo accesso alla magia nera, per contribuire al piano di vendetta contro la Scuola Salvatore. Chad muore buttando fuori una strana sostanza nera.
- Guest star: Ben Geurens (Il Necromante), Olivia Liang (Alyssa Chang), Charles Jazz Terrier (Chad), Theodora Miranne (Nimue).
- Altri interpreti: Elijah B. Moore (Wade Rivers), Reznor Malaiik Allen (Pedro).
- Ascolti USA: telespettatori 686 000[3]

## Gli addii fanno davvero schifo
- Titolo originale: Goodbyes Sure Do Suck
- Diretto da: Eric Dean Seaton
- Scritto da: Benjamin Raab e Deric A. Hughes

### Trama
Dopo aver scoperto che Rafael è il discendente di Re Artù, Landon sembra più emozionato che mai, e legge all'amico quella che potrebbe essere la storia dei suoi antenati (The Lost Bloodline of King Arthur), ma il ragazzo non è molto interessato e gli confessa di voler vivere solo una vita normale, con una famiglia e degli amici, e per lui aver scoperto di appartenere ad una stirpe reale non cambia nulla. Ma l'armonia di quel momento tra i due amici viene spezzata, Rafael comincia a tossire incessantemente vomitando una strana sostanza nera proprio come Chad, che era stato tenuto in vita dal Necromante per tre mesi fino al momento dell'accordo con il Dr. Saltzman. Temendo che possa accadere la stessa cosa a Rafael, Lizzie e le altre streghe iniziano a fare analisi al ragazzo che però sa già che non cambierebbe nulla, e dice a Landon di non poter stare fermo senza fare niente sapendo che forse gli mancano pochi giorni di vita, e insieme decidono di fare una gita e andare a trovare il padre di Rafael.
Alaric va a parlare con in Necromante chiedendogli spiegazioni, ma l'unica cosa che gli dice è che lui ha rispettato alla lettera l'accordo che avevano fatto, ha reciso del tutto ogni legame che aveva con loro come gli era stato ordinato di fare, ma siccome i tre ragazzi erano vivi solo grazie a lui, ora sono condannati a morire di nuovo.
Nel frattempo Lizzie e la Super Squad provano a trovare un modo per salvarlo, ma non sanno esattamente cosa fare se non preparare un elisir che possa rallentare l'effetto, l'unico problema è che Rafael ha lasciato la scuola senza avvisare nessuno.
Arrivato a casa del padre prevede di fargli una sorpresa e passare una giornata a pescare e rilassarsi con Landon e la sua famiglia, ma Walt non è in casa, e in un momento di sconforto Rafael ammette al suo amico di avere paura.
Alaric chiede aiuto allo Sceriffo Machado, che essendo umana non dovrebbe essere a conoscenza del mondo soprannaturale, ma quando l'ultima volta l'aveva fatta soggiogare per dimenticare tutto, aveva chiesto a Kaleb di fare in modo che lei lo ascoltasse sempre in caso di vita o di morte, e così accetta di aiutarlo.
Lizzie nel frattempo dopo aver cercato dappertutto un incantesimo o qualcosa per salvare il suo amico, propone ad Hope di collegare Landon a Rafael proprio come aveva fatto con lei per salvarla dalla Fusione, la Mikaelson però le spiega che non può funzionare con lui perché Landon sarebbe costretto a morire e risorgere tutti i giorni, questo le fa venire in mente un'altra idea, usare il diapason di Clark modificato per trasferire energia, invece che una coscienza, da un corpo a quello di Raf. MG quindi riporta a scuola i due ragazzi e Lizzie spiega loro il piano che hanno in mente di fare, confessando però che l'energia necessaria per portare a buon fine l'incantesimo è quella di una fenice, e quindi quella di Landon, che a quel punto rimarrebbe solo un essere umano. 
Tutto sembra procedere secondo i piani, ma quando Lizzie prova ad assorbire la magia di Landon per trasferirla a Rafael, non succede nulla: la fenice di Landon è morta, e anche se il Necromante lo ha riportato in vita, in lui non c'è magia.
Nel frattempo Alyssa che ora è dalla parte del Necromante discute con lui del suo piano di vendetta, chiedendogli come pensa di far risorgere Malivore, ma quello che le dice il Necromante non le basta e decide di proporre un altro piano molto più rischioso che comporta la rinascita di tutti i mostri.
Alaric e lo Sceriffo Mac trovano la madre di Rafael e le spiegano che suo figlio ha bisogno di lei, e anche se inizialmente non vuole andarlo a trovare, alla fine accetta.
Rafael, ormai arreso all'idea di dover morire, decide di organizzare una festa con tutti i suoi amici, vuole che tutti si divertano, ma per Hope, Lizzie e in particolare per Landon, che da sempre gli è stato accanto come un fratello, è praticamente impossibile.
Nel frattempo il padre del giovane lupo, Walt, avendo saputo la notizia di ciò che sta per accadere al figlio, lo raggiunge per stare con lui. Purtroppo sanno che ormai è solo questione di tempo, e mentre Raf attende il fatidico momento insieme a suo padre e a Landon, una luce lo abbaglia e immediatamente dopo, Landon si ritrova da solo nella stanza. 
Hope spiega al ragazzo che vedendo il passaggio della Supernova le è venuto in mente l'ascendente che avevano creato Josie e Lizzie quando erano piccole, e ha capito che "imprigionando" Rafael insieme a suo padre e anche sua madre, Lucia, che nel frattempo è riuscita ad arrivare insieme ad Alaric, può vivere la stessa giornata in compagnia di chi ama, perché il mondo prigione, è una prigione solo quando si è da soli.
Tutti salutano per l'ultima volta il ragazzo, specialmente Landon che gli dice lo verrà a trovare presto, e dopo avergli consegnato la spada Excalibur, lo lascia andare. 
Dopo essere tornati tutti nel mondo reale, Landon raggiunge Hope al pontile, che, ormai consapevole del fatto che il ragazzo non è più una fenice ed è indifeso, gli propone di andare nel mondo prigione dove sarebbe al sicuro e in compagnia di Rafael; ma il ragazzo prende male l'idea e innervosito le dice che la loro relazione funziona solo quando lui è una fenice, e ora che non lo è più a lei non sta più bene. Ma per Hope non è così, lei ha solo paura di perderlo, come già è capitato alle persone a cui teneva di più, e purtroppo nonostante gli dica di amarlo per com'è e non per i poteri o la forza che possiede, Landon se ne va lasciandola da sola al pontile.
- Guest star: Ben Geurens (Il Necromante), Bianca Kajlich (Sceriffo Machado), Olivia Liang (Alyssa Chang), Sophina Brown (Lucia), Jason Turner (Walt), Babak Tafti (Sfinge).
- Altri interpreti: Katie Carpenter (Strega sarta), Hannah Bliss Carlton (Strega provocante).
- Ascolti USA: telespettatori 713 000[4]

## Salvatore - Il musical!
- Titolo originale: Salvatore: The Musical!
- Diretto da: Jason Stone
- Scritto da: Thomas Brandon

### Trama
Hope è sotto pressione, non riesce a controllare i suoi poteri e nemmeno la rabbia, a causa della situazione che si è creata tra lei e Landon, che in quel momento non sanno neanche se stanno ancora insieme. Entrambi si ritrovano a parlare con un uomo che dice di essere il dottor Goodfellow, il loro consulente scolastico, che intende fare due chiacchiere con loro per aiutarli con i loro problemi, ma la ragazza non vuole saperne, e dopo essersi alzata si ricorda il vero motivo per cui era arrivata fino all'ufficio di Alaric, lei aveva rintracciato un mostro e l'aveva seguito fino a lì. Solo in quel momento capisce che il mostro è proprio il Dr. Goodfellow, che grazie alla sua magia, la persuade e la convince di essere solo il consulente scolastico e di conoscerla da molto tempo. La ragazza a quel punto, rassicurata dalle sue parole, lascia Landon e l'uomo da soli e se ne va come se nulla fosse. 
Lo stesso accade ad Alaric, che convinto dal mostro di lasciare la scuola nelle mani di un vecchio amico, si prende un giorno di pausa per pensare alla situazione che la scuola stava attraversando a causa del Necromante.
Nel frattempo Landon, sempre su consiglio del consulente misterioso, decide di scrivere un Musical sulla fondazione del Collegio Salvatore per giovani e dotati; ma appena Hope lo viene a sapere non ne è molto contenta, soprattutto perché il ragazzo le dice che la famiglia Mikaelson, specialmente Klaus e la stessa Hope, hanno contribuito in modo fondamentale alla creazione di quella scuola, e vorrebbe scrivere anche su di loro. Hope non è assolutamente d'accordo con lui, e innervosita gli dice di lasciare fuori la sua famiglia perché loro non sono personaggi di uno spettacolo.
Landon inizia a fare comunque i casting per il Musical, molti vogliono interpretare il ruolo di Damon Salvatore, che viene dato a Kaleb, Jed riesce ad ottenere il ruolo di Stefan Salvatore, anche perché è l'unico a volerlo, e poi Lizzie ottiene, senza neanche fare il provino, il ruolo di Caroline Forbes, spiegando che lei non ha bisogno di fare un provino, perché nessuno conosce sua madre meglio di lei. A quel punto allora manca solo da assegnare il ruolo di Elena Gilbert, la protagonista del Musical, che viene ottenuto da Josie, che è appena tornata dall'Europa e non ha neanche pensato di partecipare allo spettacolo di Landon, figurarsi come protagonista. Lizzie però la convince chiedendole se non era lei ad aver detto di voler “andare nella luce”, riferendosi alla canzone “Stepping into the light”, che Josie aveva cantato qualche anno prima alla gara di talenti tra le fazioni, che le aveva portate anche alla vittoria. Tutto sembra pronto, ma quando Josie prova a leggere il copione l'unica cosa che c'è scritto è “Primo Atto”, e Landon dice che ci sta ancora lavorando.
Nel frattempo, Alyssa che ancora tiene ad MG nonostante sia dalla parte del Necromante, lo avvisa della presenza del mostro a scuola e gli dice di scappare anche se dovesse capire chi è il mostro perché tanto nessuno gli crederebbe. Il giovane vampiro però non lo fa e decide di andarlo a cercare, ne parla proprio con il consulente scolastico dicendogli di essere molto vicino al capire di chi si tratti, e senza tanti giri di parole il Dr. Goodfellow ammette di essere lui il mostro. Inizialmente MG non gli crede, ma poi si rende conto che non ha senso tutta quella situazione e quindi lascia che il mostro stesso gli spieghi chi sia: il vero nome del Dr. Goodfellow è Puck, ed è uno “sprite” un folletto, cugino del popolo fatato, che agisce sempre in due modi il primo è separare le persone. 
Appena MG esce dall'ufficio dell'uomo prova a dire a Kaleb che cosa ha scoperto, ma improvvisamente ha un vuoto di memoria e non sa cosa dirgli. Da quel momento per MG parte una disperata ricerca del mostro, e ogni volta che raggiunge la soluzione la dimentica subito dopo, portandolo a ripetere le stesse azioni continuamente.
Landon e i ragazzi del Musical invece cominciano a fare le prove dello spettacolo, ma niente sembra andare come lui l'aveva programmato, sono tutti scoordinati e alcuni di loro hanno anche riscritto interi copioni per sostituirli a quelli di Landon. Josie confessa al ragazzo di non comprendere affatto il suo personaggio, Elena Gilbert, che non sa cosa decidere, e quando lo fa decide egoisticamente, e Landon le spiega che tutto quello che sta intorno a lei sta cambiando, e lei volendo solo una vita normale, sceglie se stessa, ma Josie non capisce proprio, soprattutto la canzone finale che parla di amore eterno, e si chiede perché Elena dovrebbe cantare una cosa del genere quando ha vissuto così tante perdite; parte della difficoltà che sta avendo è dovuto anche al fatto che lei stessa sta attraversando un periodo molto simile, e ancora non è arrivata alla soluzione.
Lizzie invece ha un momento di sconforto perché improvvisamente non si sente all'altezza di interpretare il ruolo di sua madre, crede che sia troppo perfetta in confronto a lei, e Josie prova a consolarla.
Anche Landon sembra avere un momento di confusione, non sa più come andare avanti e con tutte le cose che deve ancora fare si blocca; il Dr. Goodfellow però lo aiuta e gli trova il modo per completare il Musical e fare pace con Hope: scrivere una canzone in base alla lettera che Klaus Mikaelson aveva scritto alla figlia prima di morire, e farla cantare proprio a lei. Hope ancora una volta non trova per niente piacevole questa idea, tanto che lo accusa di aver usato una lettera molto privata e di averlo fatto senza il suo permesso, quando lei gli aveva detto esplicitamente di non mettere in mezzo la sua famiglia.
Ma lo spettacolo deve andare avanti e il giorno del Musical il Dr. Goodfellow chiede di interpretare il ruolo di Klaus che avrebbe dovuto avere Hope se avesse accettato, e Landon glielo lascia fare.
Lo spettacolo procede bene, Josie finalmente capisce e comprende Elena, ma proprio a metà dello show, il Dr. Goodfellow in modo del tutto naturale le rompe il braccio per farle lasciare il palco.
Le cose cominciano ad andare storte, Landon e gli altri non sanno che fare, e allora decidono di temporeggiare togliendo alcune scene di Josie dal copione nella speranza che possa tornare per il gran finale. Purtroppo questo non accade e quando tutto sembra portare ad un fallimento, entra in scena Hope nei panni di Elena. La Mikaelson infatti, che aveva raggiunto il palco solo per consegnare una lettera da parte di Caroline a Lizzie, vedendo la scena tra Klaus e quella che doveva essere lei da bambina, ne rimane toccata, e convinta dal Dr. Goodfellow decide di cantare l'ultima canzone del Musical intitolata “Always and Forever”. Alla fine della canzone che Hope ha cantato guardando Landon, i due si baciano e fanno pace.
Nel frattempo Josie che era uscita di scena per curare l'infortunio, rivede Jade, che le fa i complimenti per lo spettacolo, l'aiuta a fasciare il braccio, le dice che sta per lasciare la scuola perché le ricorda troppo quello che era una volta, e le spiega che se anche lei si sente diversa in quel luogo, magari dovrebbe farlo anche lei anche solo temporaneamente, e questo fa molto riflettere la giovane Saltzman. A quel punto per chiarire la loro strana situazione, Jade afferma che tra loro non dovrebbe esserci niente, perché lei ha 10 anni in più ed era abituata a farle da babysitter; Josie è d'accordo, ma le confessa che vorrebbe baciarla davvero, siccome l'ultima volta era completamente impregnata di magia nera. Jade accetta e le due si scambiano un bacio.
Il Dr. Goodfellow ha finito il suo compito, e quando MG gli chiede quale fosse il suo scopo, egli gli dice che il Necromante lo aveva mandato alla Scuola Salvatore per portare un po' di caos, ma lui ha deciso di portare un po' di pace e di fare del bene; rivelando infine che il secondo modo in cui agisce dopo separare le persone è unirle di nuovo, capisce che anche i mostri possono redimersi soprattutto quelli a cui tutti hanno rinunciato e dimenticato.
MG corre quindi alla cripta per salvare Alyssa dal Necromante, ma invece di andare via con lui, lo addormenta catturandolo e usandolo per ricreare l'incantesimo della TRIAD che serviva a lei e al Necromante per completare il loro piano.
- Guest star: T.J. Ramini (Robin Goodfellow), Bianca Kajlich (Sceriffo Machado), Olivia Liang (Alyssa Chang), Giorgia Whigham (Jade), Ben Geurens (Il Necromante).
- Altri interpreti: Elijah B. Moore (Wade Rivers), Byron Wigfall (Cantante, "Lockwood"), Shelby Warren (Cantante, "Sceriffo").
- Cameo: Candice King (Caroline Forbes).[n 1]
- Ascolti USA: telespettatori 617 000[5]

## Tieniti stretto
- Titolo originale: Hold On Tight
- Diretto da: Jeffrey Hunt
- Scritto da: Brett Matthews

### Trama
È il primo anniversario di Hope e Landon ed entrambi hanno intenzione di festeggiarlo in modo speciale. Nel frattempo, Alyssa e il Necromante pianificano di uccidere MG e farlo rivivere come un super soldato, mentre Alaric e gli studenti si dirigono a Mystical Falls High per uccidere tutti i mostri che il Necromante ha riportato in vita. Josie, che ha ripreso temporaneamente i suoi poteri, e Lizzie fanno squadra per salvare MG, che vuole che Alyssa dica loro l'Incantesimo della Triade e lo riscriva. Landon incontra Malivore, suo padre, che è nella sua vera forma. Tuttavia, quando va a cercare il Necromante, viene ucciso da uno dei suoi mostri. Hope decapita il Necromante, mentre Landon viene rianimato. 
Alaric si rende conto che Landon, Hope e i mostri sono in un mondo prigione, trasportati lì da Alyssa, Lizzie e Josie. 
Hope e Landon passando attraverso il portale di Malivore tornano nel mondo reale; e per celebrare il loro anniversario fanno l'amore per la prima volta. 
Alaric permette allo sceriffo Mac di conservare i suoi ricordi del mondo soprannaturale e MG propone una relazione ad Alyssa, sconvolgendo Lizzie. 
Josie dice a Lizzie che nonostante l'abbia aiutata, lei comunque ha deciso di rinunciare alla sua magia per il momento e ha deciso di iscriversi al liceo di Mystic Falls per iniziare la sua vita da “umana”.
La scena passa poi di nuovo a Hope e Landon, che stanno ancora passando la loro prima notte insieme; ma la felicità e l'armonia che si è creata è presto minacciata da un fatto molto strano, l'ultima parte della profezia della Sfinge si avvera, l'amore si è rivelato il distruttore peggiore e Landon, dopo aver fatto l'amore con Hope, si scioglie improvvisamente davanti agli occhi di Hope, diventando una pozza scura, molto simile alla fossa di Malivore.
- Guest star: Ben Geurens (Il Necromante), Olivia Liang (Alyssa Chang), Bianca Kajlich (Sceriffo Machado), Babak Tafti (Sfinge).
- Altri interpreti: Mark Speno (Preside), Cheetah Platt (Minotauro zombie), Douglas Tait (Malivore).
- Ascolti USA: telespettatori 630 000[6]

## Questo è ciò che serve
- Titolo originale: This Is What It Takes
- Diretto da: Jeffrey Hunt, Darren Grant
- Scritto da: Brett Matthews

### Trama
La scena si apre con Hope che, dopo l'improvvisa scomparsa di Landon, torna alla scuola Salvatore per chiedere aiuto, ma essendo passata attraverso il portale Malivore nessuno della scuola, che nel frattempo sta festeggiando la sconfitta dei mostri, si ricorda di lei. 
Dopo l'iniziale diffidenza della super Squadra e di Alaric, Hope riesce a convincerli che lei è davvero chi dice di essere, e Josie la aiuta con l'incantesimo per far tornare la memoria a tutti. 
Sono passate tre settimane dalla scomparsa di Landon e dalla sconfitta dei mostri, e Hope è alla ricerca di qualcosa che possa far tornare il suo ragazzo e non è disposta ad arrendersi. 
Josie ha deciso di andare alla giornata di orientamento del liceo di Mystic Falls, dove rivede Ethan e incontra Finch, la ragazza che le fa fare un tour della scuola, tra le due c'è subito un certo feeling.
Lizzie, insieme ad MG, si proietta astralmente nel mondo prigione per trovare Landon, e gli confessa che non è molto entusiasta all'idea di dover vedere Josie allontanarsi da lei per andare al liceo di Mystic Falls, anche se sa che alla sorella farebbe bene un nuovo inizio.
Nel frattempo Hope e il dottor Saltzman, dopo vari tentativi infruttuosi di recuperare un artefatto magico, decidono di provare con la scatola della terapia del professor Vardemus, che catapulta il tribrido in un campo estivo degli anni '80 dove si aggira un killer mascherato.
Si sveglia in un capanno degli attrezzi dell'uomo della manutenzione che secondo una leggenda del posto è annegato nel lago qualche tempo prima. La prima persona che vede è Lizzie, che le chiede di raccontarle com'è stata la prima volta con Landon, ma Hope non si ricorda molto, dice di essere confusa, ma la Saltzman a quel punto le ricorda che anche Josie è stata insieme a Landon, e se dovesse scoprire che per lei fare l'amore con lui non ha significato niente potrebbe rimanerci male. Hope non ha neanche il tempo di rispondere che Lizzie viene trafitta da un forcone e cade a terra inerme; davanti a lei adesso c'è l'uomo della manutenzione mascherato e l'unica cosa che le rimane da fare è scappare.
Corre nel bosco e inciampa, perde i sensi e viene risvegliata da Ethan, il quarterback della squadra di football; preoccupata gli dice di andarsene al più presto perché c'è un assassino, ma lui non ne ha la minima intenzione perché ha appena montato la tenda per passare la notte lì. Hope insiste e gli dice che ha appena visto Lizzie Saltzman morire davanti ai suoi occhi, e deve trovare Landon. Ethan, stupito dal fatto che lei frequenti ancora quel ragazzo, e attraverso una bizzarra metafora sul football, le fa capire che quando si esce con qualcuno si hanno delle possibilità, e la migliore può essere proprio davanti agli occhi. Hope non capisce perché le stia dicendo tutto questo quando dovrebbe preoccuparsi del killer, ma il suo obiettivo è trovare Landon. Ethan le dice di aver visto il ragazzo al pontile in compagnia della sorella di Lizzie, Josie Saltzman, Hope è improvvisamente incuriosita dal ragazzo, che non fa in tempo a dirle che cos'ha visto, che viene messo in un sacco a pelo dall'assassino e viene sbattuto violentemente da un albero all'altro morendo inevitabilmente. 
Hope scappa, va al pontile credendo di poter incontrare Landon, ma trova solo una barca piena di sangue e una cassetta degli attrezzi. Subito dopo incontra Josie, le due si abbracciano e Hope confessa alla ragazza di aver notato che le cose tra loro erano diventate un po' strane da quando lei è Landon si sono lasciati, ma la Saltzman non la fa finire di parlare dicendole che c'è un assassino a piede libero. Le spiega che Landon l'ha salvata ma ora è ferito ed è andato a cercare un telefono per avvisare suo padre. Quando Hope le chiede perché non sia andata con lui, Josie le dice che è quella la differenza tra loro, una affronta i problemi, mentre l'altra fugge da essi. Hope non da molto peso alle sue parole e velocemente le dice di prendere la barca e andare ad avvisare qualcuno, chiedere aiuto. Josie le dice di accompagnarla, ma la Mikaelson vuole prima trovare Landon e quindi rifiuta l'offerta dell'amica. Solo qualche secondo più tardi, Josie viene tirata dentro il lago morendo annegata nell'acqua rossa di sangue e ogni tentativo di salvarla è vano. Hope riesce appena in tempo ad allontanarsi dal bordo del pontile prima che l'uomo mascherato esca velocemente dall'acqua cercando di afferrare anche lei. Vorrebbe affrontarlo, ma non lo fa e scappa fino alla scuola Salvatore nella speranza di trovare un aiuto. Al suo arrivo però vede tutt'altro che una speranza, perché tutti i suoi compagni e anche il Dottor Saltzman sono morti o stanno morendo, e lei è rimasta sola.
L'assassino la sta per raggiungere ormai e lei è sul punto di arrendersi, ma durante la colluttazione riesce a ucciderlo con i suoi stessi attrezzi da lavoro.
L'assassino si rivela essere Landon stesso, o almeno la sua simulazione, che avverte Hope e le dice di smettere di cercarlo, e di credere che lui sia già morto rivelandole anche, che in qualche modo lei è la causa della sua "scomparsa" dato che il suo sangue è tossico per lui. Questo però non ferma Hope, che è intenzionata a non dire la parola d'uscita e rimanere per sempre con lui nella scatola della terapia. Tuttavia, il gioco non è d'accordo e la butta fuori senza preavviso. Alaric ha trovato l'artefatto del desiderio, Hope riesce ad aprirlo, ma purtroppo non succede nulla e la ragazza può solo arrendersi all'idea di aver perso Landon per sempre.
- Guest star: Nate Mooney (Pinky), Courtney Bandeko (Finch Tarrayo).
- Altri interpreti: Cheetah Platt (Gargoyle).
- Ascolti USA: telespettatori 516 000[7]

## A chiunque possa interessare
- Titolo originale: To Whom It May Concern
- Diretto da: Lauren Petzke
- Scritto da: Thomas Brandon

### Trama
La scena si apre con Landon che cammina nel buio, e improvvisamente appare una porta luminosa. L'artefatto magico ha effettivamente funzionato e sta offrendo al ragazzo una possibilità. 
La scuola Salvatore intanto riapre dopo la pausa, e Lizzie chiede a Hope di aiutarla con l'orientamento per i nuovi studenti; entrambe devono distrarsi, una per la perdita di Landon, l'altra per non pensare al primo giorno di Josie al liceo di Mystic Falls. 
I problemi però non tardano ad arrivare, nessuno degli studenti è tornato e la scuola potrebbe chiudere. 
Hope perde il controllo, ogni stanza della scuola le ricorda Landon. Incontra Cleo, una studentessa, una strega che la aiuta ad esprimere le sue emozioni attraverso l'arte e la pittura. Le due diventano compagne di stanza. 
Grazie a Cleo e ad altri nuovi studenti, la scuola ha raggiunto il numero minimo di studenti per essere riconosciuta come tale e non deve chiudere. 
Landon nel frattempo attraversa la porta luminosa e si ritrova nella gelateria di Ted, ovvero il Necromante, che assorbito da Malivore è stato incatenato; dopo una lotta tra i due, il ragazzo riesce a liberarsi e a tornare nel mondo prigione dove scrive un messaggio e lo lascia al cancello della Scuola Salvatore con la speranza che qualcuno lo trovi.
- Guest star: Ben Geurens (Il Necromante), Omono Okojie (Cleo Sowande), Demetrius Bridges (Dorian Williams), Courtney Bandeko (Finch Tarrayo).
- Altri interpreti: Elijah B. Moore (Wade Rivers), Jessica Megan Rivera (Donna hippie), Olivia Rodriguez (Gaby), Alec Tincher (Gunter), Tyriq Withers (Studente licantropo).
- Ascolti USA: telespettatori 485 000[8]

## Sì, è proprio un leprecauno
- Titolo originale: Yup, It's a Leprechaun, All Right
- Diretto da: Tony Griffin
- Scritto da: Penny Cox e Cynthia Adarkwa

### Trama
Lizzie decide di aiutare Alaric a raccogliere fondi per la Salvatore School, che è sul punto di fallire e di essere chiusa alla luce dei recenti eventi. La sua raccolta fondi viene accelerata quando un leprecauno si presenta alla scuola e tutti gli ospiti della raccolta fondi iniziano a comprare tutto. Cleo cerca di aiutare Hope a piangere Landon, ma Hope si rende conto che Malivore è ancora aperto dopo aver individuato il leprecauno, dandole speranza per Landon. Tuttavia per salvare il Dr. Saltzman le due sono costrette a uccidere lo strano mostro irlandese prima cui trovare il portale di Malivore, e Hope incolpa Cleo per aver fatto andare in fumo la sua unica possibilità di trovare Landon; successivamente Cleo prova a rimediare, rivelando ad Hope che le sue sorelle sono state uccise da una creatura soprannaturale, ma lei è riuscita ad andare avanti, il tribrido però non è d’accordo e chiede all’altra strega di andarsene. Josie rivela ad MG di avere paura di nuove relazioni non ritenendosi pronta, in particolare con Finch. Ethan più tardi avverte Josie di stare attenta a Finch. MG rivela a Lizzie di aver avuto l'ascendente e di aver mentito sulla sua distruzione, devastando Hope e Lizzie.
- Guest star: Omono Okojie (Cleo Sowande), Olivia Liang (Alyssa Chang), Courtney Bandeko (Finch Tarrayo).
- Altri interpreti: Elijah B. Moore (Wade Rivers), Lazell Brown (Messaggero), Alan J. Silva (Leprecauno), Mary Stein (Donna ricca), Tanya Christiansen (Vera Lilien), J Michael Grey (Guardia di sicurezza).
- Ascolti USA: telespettatori 569 000[9]

## È un po' che non ci si vede
- Titolo originale: Long Time, No See
- Diretto da: Geoffrey Wing Shotz
- Scritto da: Benjamin Raab e Deric A. Hughes

### Trama
Hope sogna Landon, facendole credere che lui possa essere ancora vivo e che stia cercando di contattarla. Con l'aiuto di Lizzie, viene proiettata nel mondo prigione dove trova la lettera di Landon. Hope chiede alla Super Squad di andare nel mondo della prigione per salvare Landon, ma Alaric e la squadra non sono certo che sia sicuro, temono di poter peggiorare le cose, o addirittura liberare Malivore. Kaleb, Lizzie e MG si rifiutano di aiutare Hope, il che la porta a rivolgersi a Josie, che è la sua unica possibilità nonostante sappia che la ragazza non abbia più la sua magia. Cleo con l’aiuto di Kaleb nel frattempo evoca un mostro, precisamente Caronte, “Il traghettatore”, per aiutarli a recuperare l’anima di Landon. Il piano di Hope, nel frattempo, procede come previsto, Josie decide di aiutarla nonostante le sue paure ed è convinta a riprendere la sua magia, ma Lizzie le raggiunge, e per proteggere la sorella, prende il suo posto. Il mondo prigione ora però è radioattivo, pieno di magia nera pericolosa per Hope e Lizzie, Josie decide di intervenire per aiutarle, e poco prima che accada la catastrofe, appare Landon. A causa della sua opinione ignorata, MG sente che la Scuola Salvatore non è più la sua casa. Josie ha intenzione di andare a vivere da un amico di Caroline in città e prendere le distanze dalla Scuola Salvatore. Landon nota che riesce a ricordare solo l'oscurità. Un cacciatore con la maschera di teschio del mondo della prigione, viene visto in agguato fuori dalla Scuola Salvatore.
- Guest star: Omono Okojie (Cleo Sowande), Courtney Bandeko (Finch Tarrayo).
- Altri interpreti: Elijah B. Moore (Wade Rivers), Cheetah Platt (Croatoan), Douglas Tait (Malivore), Dante Ha (Cacciatore), J.J. Dunlap (Il Traghettatore).
- Ascolti USA: telespettatori 470 000[10]

## Tutti i mostri di Malivore portano a questo livello di consapevolezza emotiva?
- Titolo originale: Do All Malivore Monsters Provide This Level of Emotional Insight?
- Diretto da: Barbara Brown
- Scritto da: Brett Matthews e Adam Higgs

### Trama
La Super Squadra discute su quale mostro dovrebbero evocare per conoscere il prossimo piano di Malivore, mentre Alaric indaga sull'artefatto. La loro discussione viene interrotta dall'arrivo di un gremlin che si nutre di mancanza di rispetto tra le persone. Lizzie e Hope sono in disaccordo dopo la decisione di Hope di salvare Landon mettendo in pericolo la vita di tutti, soprattutto di Josie, ma per sconfiggere il gremlin devono andare d’accordo. Nel frattempo il mostro cattura Cleo e cresce ancora di più. Lizzie e Hope sono costrette a perdonarsi a vicenda per ciò che è successo riuscendo a portarsi rispetto e fare pace riescono a sconfiggere il gremlin. 
MG si unisce alla Mystic Falls High School e accidentalmente espone i suoi poteri a Ethan; quando cerca di costringere Ethan a dimenticare la rivelazione, lui e Alaric si rendono conto che lo sceriffo Mac aveva dato la verbena a Ethan. MG deve aspettare che la verbena lasci il sistema di Ethan, i due sembrano legare, e il vampiro decide di non cancellare la memoria al suo nuovo amico. 
Lizzie confessa ad Hope che le manca Josie, e la sua amica la invita a guardare un film con lei e Landon, e mentre camminano verso la scuola non sanno di essere osservate dal cacciatore con la maschera di teschio. 
Dorian dice ad Alaric che l'artefatto è appartenuto ad Albert Einstein, Napoleone Bonaparte e Grigorij Rasputin tra le altre figure storiche, il che è motivo di preoccupazione.
- Guest star: Nick Fink (Ryan Clarke), Omono Okojie (Cleo Sowande), Demetrius Bridges (Dorian Williams).
- Altri interpreti: Ken Lyle (Albert), Cheralyn L. Lambeth (Elsa), Douglas Tait (Gremlin), Antonio C. Davis (Blake), Dante Ha (Cacciatore).
- Ascolti USA: telespettatori 510 000[11]

## Tutto è bene quello che finisce bene
- Titolo originale: All's Well That Ends Well
- Diretto da: Jeffrey Hunt
- Scritto da: Thomas Brandon e Price Peterson

### Trama
Ethan fa da spalla a MG il quale con i suoi poteri tenta di combattere il crimine, Hope invece è felice ora che è tornata con Landon oltre al fatto che lei e Lizzie sono nuovamente amiche. Fa la sua comparsa un nuovo mostro mandato da Malivore, si tratta di Banshee. Josie ha un debole per la sua compagna di scuola Finch, quindi Lizzie riesce a convincerla a chiederle un appuntamento invitandola a passare la sera con lei, ma stranamente preoccupata Finch rifiuta. Alaric scopre che nella cultura irlandese Banshee è avvisaglia di morte, a Jed viene un'idea: Hope lega la coscienza di Banshee con un incantesimo al corpo di Jed, il quale assume un'erba della verità, il tempo a disposizione per Jed è poco dato che è una notte di luna piena e si trasformerà in un lupo. Interrogando Banshee attraverso il corpo di Jed, la creatura ammette che Malivore vuole Cleo, quest'ultima si allontana dalla scuola, ma il cacciatore con la maschera da teschio attacca la ragazza, Hope nella sua forma di lupo allontana il cacciatore. Lizzie, sospettando che Finch si veda con un'altra ragazza, la segue scoprendo che anche lei è un licantropo, infatti non voleva uscire con Josie perché per via della luna piena è obbligata a trasformarsi. Finch attacca MG ma proprio quando stava per ucciderlo in suo aiuto interviene Ethan che colpisce Finch facendole perdere i sensi, e lei ritorna nella sua forma umana. Alaric scopre che Banshee era un'umana di nome Kaelan, suo figlio ancora bambino venne mandato in guerra, non ha mai scoperto se era sopravvissuto, ma Alaric facendo delle ricerche le rivela che in effetti non morì in guerra, ha avuto una lunga vita, con figli e nipoti. Kaelan può morire trovando la pace, rivelando ad Alaric che Malivore vuole Cleo perché lei è una Musa, una strega molto rara, settima figlia di una settima figlia, loro hanno il potere di ispirare chi gli sta vicino, e infatti a Jed era venuta l'idea proprio grazie a lei. Lizzie preferisce non rivelare a Josie che Finch è un licantropo, mentre Hope confessa a Cleo che il cacciatore con la maschera da teschio ha qualcosa di familiare, come se lo avesse già affrontato. Mentre Hope dorme insieme a Landon, il cacciatore entra di nascosto nella loro camera da letto tagliando una ciocca di capelli da entrambi.
- Guest star: Omono Okojie (Cleo Sowande), Demetrius Bridges (Dorian Williams), Courtney Bandeko (Finch Tarrayo), Elinor Gunn (Kaelan/Banshee).
- Altri interpreti: Jonathon Pawlowski (Uomo losco), Wesley T. Stanfield (Vice), Dante Ha (Cacciatore).
- Ascolti USA: telespettatori 505 000[12]

## Non puoi scappare da ciò che sei
- Titolo originale: You Can't Run from Who You Are
- Diretto da: Trevor E.S. Juarez
- Scritto da: Adam Higgs e Hannah Rosner

### Trama
L'episodio inizia con alcune riprese di Clarke che tenta di distruggere l'artefatto con dell'esplosivo ma senza risultati. Finch, completamente nuda, si risveglia del rifugio di Ethan e MG, i due si sono presi cura di lei, ma Lizzie pretende di sapere come la ragazza ha attivato il gene della licantropia. Grazie al potere di Musa di Cleo, Hope viene ispirata: il mondo prigione è legato a coloro che vi sono intrappolati, se il mondo prigione cessa di esistere anche coloro che vi sono vincolato muoiono, Malivore è confinato nel mondo prigione e dunque distruggendolo anche Malivore cesserà di esistere. Alaric ha un'idea, ovvero tornare nel quartier generale della Triad Industries, insieme a Caleb e Cleo, e trova una stanza segreta, con tutti gli archivi sugli oggetti magici raccolti. Alaric trova una vecchia pergamena, in essa viene rivelato che è stato Leonardo Da Vinci a creare l'artefatto, ma un getto di vapore dell'impianto antincendio polverizza la pergamena.
Hope e Landon, con un incantesimo, raggiungono il mondo prigione attraverso la proiezione astrale, per attuare il piano hanno bisogno dell'aiuto del Necromante, ma poi trovano un mostro di Malivore che stranamente riesce a ferire Hope nonostante lei fosse lì solo come proiezione, poi Hope e Landon tornano nel mondo reale. MG, con i suoi poteri di vampiro, entra nella mente di Finch vedendo nel suo passato, quando era piccola il nonno, che era gravemente malato e in punto di morte, decise di aiutarla ad attivare il gene della licantropia in modo che Finch potesse avere la forza di difendersi da sola, quindi le chiese di fargli assumere delle pillole che lo portarono alla morte prematura, così Finch causando la morte del nonno attivò i suoi poteri di licantropo. Hope inizia a trasformarsi in un mostro e attacca Josie, Wade e Landon, in particolare è contro quest'ultimo che si accanisce. Wade ha capito che il mostro che li aveva attaccati nel mondo prigione era un Berbalang, essi possono interagire fisicamente anche con il piano astrale, e questo spiega come avesse ferito Hope, ma ancora peggio quando il Berbalang ferisce una persona lo trasforma in un suo simile, il processo sarà completo entro un'ora, è necessario far ritornare Hope come prima in questo lasso di tempo altrimenti la trasformazione sarà permanente. Per far tornare normale la giovane Mikaelson bisogna ferirla con una lama di perla, Alaric ne possiede una, ma deve essere animata da una potente magia, e quella di fata di Wade non è sufficiente. Josie prende la moneta dove aveva vincolato la sua magia riottenendo i suoi poteri, e con la magia dà potere alla lama. Wade è molto preoccupato, perché secondo la leggenda bisogna pugnalare al cuore della persona per bloccare la trasformazione in Berbalang, ma non è completamente sicuro che sia vera, ma Landon senza esitazione, usa l'arma e pugnala Hope al cuore, per fortuna ha funzionato e lei torna come prima.
Hope si scusa con Josie, troppe volte lei ha pagato le spese delle scelte di Hope, che spesso sono state dettate dalla sua sconsideratezza, ma Josie non è arrabbiata per aver ripreso possesso della sua magia, lei credeva che per essere felice fosse necessario eliminare la magia dalla sua vita dato che a essa associava la sua parte oscura, ma ora ha capito che deve combattere contro la sua oscurità interiore ogni giorno, perché è parte di lei. MG trova Ethan ferito, lui impulsivamente aveva preso parte a una missione senza di lui. Wade confessa a Hope che c'è qualcosa che non va in Landon: ha dei vuoti di memoria, inoltre il Berbalang si ciba solo di carne morta e stranamente quando Hope si stava trasformando era attratta proprio da Landon, ma la cosa più strana è la freddezza con la quale l'aveva pugnalata al cuore anche se c'era la possibilità che invece che farla tornare normale avrebbe potuto invece ucciderla. Wade non ha nessun dubbio sul fatto che quello non è il vero Landon.
- Guest star: Nick Fink (Ryan Clarke), Omono Okojie (Cleo Sowande), Courtney Bandeko (Finch Tarrayo), Wayne Caparas (Nonno Tarrayo).
- Altri interpreti: Elijah B. Moore (Wade Rivers), Linder Sutton (Finch Tarrayo da bambina), Leah Burnette (Infermiera).
- Ascolti USA: telespettatori 500 000[13]

## Sono stato creato per amarti
- Titolo originale: I Was Made to Love You
- Diretto da: Michael A. Allowitz
- Scritto da: Brett Matthews

### Trama
MG guarisce Ethan dalle sue ferite con il sangue di vampiro, rivelandogli la vera natura della Scuola Salvatore. Hope fa in modo che Landon assuma dell'avocado, e non succede nulla: Hope capisce che lui non è Landon, quello vero infatti è allergico all'avocado. Lizzie lascia la città per unirsi a una congrega di streghe, scrivendo una lettere a Josie, spiegandole che Finch è un licantropo. Hope intrappola Landon nel vecchio rifugio con una barriera, essa funziona solo sulle creature magiche e infatti colui che si spaccia per Landon non è in grado di attraversarla. Hope gli dà la sfera della verità, che diventa blu quando lui afferma di essere Landon e di amarla, ciò vuol dire che quello che dice è vero, o perlomeno lui lo crede. Alaric ha capito che il Necromante è morto nel mondo prigione e che è tornato in vita nel mondo reale, quindi Josie lo trova con un incantesimo, scoprendo che è tornato in vita come Ted, la sua versione umana, e non ha ricordi del suo oscuro passato. In lui c'è ancora il potere del Necromante e più lo usa e più la sua malvagità riemerge. Alaric gli chiede di evocare Leonardo da Vinci, così che possa rivelargli il segreto dell'artefatto, ma quando lo evoca lui e Cleo si guardano con amore e affetto, a quanto pare si conoscono. Cleo intrappola Alaric nel suo ufficio insieme a Ted con un incantesimo, ma Ted riesce a neutralizzare la magia della strega e a liberare Alaric sacrificando la sua vita: Ted ha scelto di morire per evitare di tornare a essere il Necromante. Hope scopre che nel corpo di Landon non c'è sangue ma fango, poi usa il suo sangue di tribrido su Landon distruggendogli il braccio destro, per lui è dannoso come per Malivore. Ethan tenta il suicidio per diventare un vampiro come MG dato che nel suo corpo circola ancora il sangue del suo amico, in modo da iscriversi alla Scuola Salvatore, ma MG riesce a impedirglielo e con la compulsione gli toglie ogni ricordo sulla loro amicizia e aiutandolo a trovare un po' di serenità. Josie e Finch si baciano e decidono di iscriversi insieme alla Scuola Salvatore, il posto adatto a persone come loro. Hope è convinta che quello che ha davanti non è Landon ma Malivore, ad un tratto il falso Landon cambia la sua natura, cerca di uccidere Hope, ma solo nella speranza che lei possa risorgere come vampiro e diventare il tribrido; adesso Hope ha capito che quello non è Landon, ma un golem (come Malivore) ed è per questo che il sangue di tribrido di Hope è tossico per lui. Hope fa bere il suo sangue al golem distruggendolo, poi arriva Cleo, era stata lei a creare il golem con le fattezze di Landon, poi combatte contro Hope, infatti ciò che vuole è ucciderla, solo così lei potrà tornare in vita attivando il potere di vampiro e diventare il vero tribrido, ma lo scontro viene interrotto dal misterioso cacciatore che tramortisce Cleo per poi togliersi la maschera da teschio: egli si rivela essere il vero Landon.
- Guest star: Ben Geurens (Il Necromante), Omono Okojie (Cleo Sowande), Courtney Bandeko (Finch Tarrayo).
- Altri interpreti: Judy McDowell (Vedova), Al Hamacher (Robert), Michael Mazzeo (Leonardo Da Vinci).
- Ascolti USA: telespettatori 496 000[14]

## Un giorno capirai
- Titolo originale: One Day You Will Understand
- Diretto da: Bola Ogun
- Scritto da: Cynthia Adarkwa

### Trama
Josie torna alla Scuola Salvatore con Finch aiutandola a integrarsi nel branco di Jed, intanto Caleb, pur provando dei sentimenti per Cleo, decide di mandarla via dalla Scuola Salvatore, nella quale è ancora prigioniera, ma prima ritiene giusto ascoltare la sua versione dei fatti. Hope dovrebbe essere contenta di riavere Landon con sé, ma non ci riesce vedendo quanto è cambiato, infatti dopo aver fatto l'amore con lei si è ritrovato nel buio, poi è finito nel mondo prigione con Malivore e tutti i mostri che il padre aveva liberato, per combattere contro di loro è diventato freddo, aggressivo e spietato, è tornato nel mondo reale quando Hope, Josie e Lizzie avevano aperto, seppur per poco, un portale per il mondo prigione. Cleo mostra a Caleb, Josie e Alaric i suoi ricordi, lei era una bambina nel XV secolo, nata in un villaggio nel continente africano, Malivore minacciò la sua gente ma Cleo per difendere il villaggio si offrì di diventare la sua serva. Cleo usava il fango di Malivore per creare dei mostri di cui Malivore si cibava per saziare la sua fame, poi Cleo col fango modellò un nuovo corpo per Malivore (simile all'Uomo Vitruviano) di cui il golem prese possesso, questo corpo era più umano e gli dava il dono della voce, il patto era che Cleo come premio per i suoi servigi fosse libera, ma il golem non intendeva accontentarla, infatti lei gli serviva ancora, Malivore voleva distruggere le streghe, i vampiri e i licantropi, per poi creare una nuova specie. Cleo riuscì a immobolizzarlo e a scappare, il nuovo corpo che lei aveva creato per Malivore rispondeva infatti ai suoi comandi, Malivore gli promise che un giorno l'avrebbe trovata, anche perché il corpo che Cleo aveva creato per lui non sarebbe durato per molto e Malivore sarebbe tornato alla sua forma originale, in effetti era stata Cleo a ispirarlo alla creazione di figli creati dal fango come lui nella speranza di crearne uno perfetto che gli avrebbe fatto da tramite. Cleo fuggì in Italia, conobbe Leonardo Da Vinci e i due si innamorarono, poi decise di sigillarsi nell'artefatto, quando Hope lo toccò Cleo dopo secoli riuscì a liberarsi: infatti l'artefatto l'avrebbe liberata solo per mezzo della persona che poteva distruggere Malivore. Era stata Cleo a usare il vapore per polverizzare la pergamena nella sede della Triad Industries, inoltre il leprecauno e il traghettatore non erano reali, Cleo li aveva creati dal fango, ma poi quando Malivore aveva scoperto che lei era ancora viva, aveva mandato quei mostri per catturarla. Il tramite di fango che Cleo aveva creato per Malivore ingaggia uno scontro con Hope e Landon, quest'ultimo lo sconfigge, ma nella battaglia l'artefatto viene distrutto. Cleo vuole che Hope muoia così risorgerà come vampiro e diventando il tribrido sconfiggerà definitivamente Malivore, ma Alaric non se la sente, perché se Hope diventasse anche un vampiro non invecchierà e non avrà mai dei figli, e non vuole che rinunci alla sua umanità. Alaric dà a Cleo il permesso di lasciare la Scuola Salvatore, intanto Landon pone fine alla sua relazione con Hope spezzandole il cuore: Landon le fa notare quanto sia assurdo che lei abbia tentato di salvare una storia senza futuro, lui è il figlio di Malivore mentre Hope è nata per distruggere suo padre, anche solo facendo l'amore con lei ha rischiato di morire. Landon e Cleo decidono di lasciare Mystic Falls insieme.
- Guest star: Courtney Bandeko (Finch Tarrayo), Omono Okojie (Cleo Sowande), Sope Aluko (Nonna di Cleo), Christian Magby (Dennis).
- Altri interpreti: Trinity Adebayo (Cleo Sowande da bambina), Aba Arthur (Guerriera), Douglas Tait (Malivore), Drew Stephenson (Uomo vitruviano).
- Ascolti USA: telespettatori 529 000[15]

## Questa sembra un po' una setta
- Titolo originale: This Feels a Little Cult-y
- Diretto da: America Young
- Scritto da: Penny Cox

### Trama
Clarke ai tempi in cui lavorava per la Triad Industries venne a patti con una strega che era costretta a lavorare con loro, promettendole che l'avrebbe liberata. Hope è furiosa con Landon, e la sua rabbia non le consente di controllare la sua magia, Josie le chiede di seguirla: vuole raggiungere Lizzie alla congrega alla quale si è unita dato che è preoccupata visto che già da un po' non ha sue notizie. MG è sparito da tre giorni, quindi Alaric e Dorian usano un incantesimo di localizzazione per cercarlo, a quanto pare il vampiro si trova in una zona dove alcune persone sono morte. Hope e Josie raggiungono la congrega, in una zona in mezzo a un bosco, Lizzie è stranamente genitle e serena, Hope scopre che Josie le ha mentito, sapeva che Lizzie stava bene, era solo preoccupata per la sua amica sperando di convincere pure lei a unirsi alla congrega dato il suo brutto stato d'animo dovuto all'abbandono di Landon. A capo della congrega c'è la strega Andi, ed effettivamente grazie alla sua magia di trasmissione empatica, aiuta la giovane Mikaelson a trovare la sua serenità, in effetti c'è un'atmosfera fin troppo serafica tra le streghe, come se la loro felicità fosse forzata. Andi si prepara per quello che lei definisce un rituale di purificazione, Josie e Hope vengono indottrinate nella congrega e quest'ultima sarà l'assistente di Andi nel rituale, ormai anche le due ragazze sembrano assuefatte alla contagiosa serenità della congrega. Lizzie è invidosa di Hope dato che Andi all'inizio aveva scelto lei come sua assistente, e la rabbia la spinge a recuperare la ragione, scoprendo che Andi aiuta a placare gli animi delle streghe solo grazie ai guanti che indossa quando le tocca, pregni di un farmaco della Triad Industries che ha un effetto allucinogeno sulle streghe. Era Andi la strega con cui Clarke aveva stretto quel patto, la Triad l'aveva schiavizzata obbligandola a usare la magia per servire l'impresa, usavano quel farmaco per manipolarla, Lizzie invece è capace di contrastarlo probabilmente per via del suo disturbo della personalità. Lizzie provoca Josie sottolineando come lei, invece che concentrarsi su Finch, non faccia altro che preoccuparsi della sorella e di Hope per via della sua codipendenza, Josie in uno slancio di rabbia ritrova la ragione. Alaric e Dorian scoprono che MG era in quella zona per indagare sulla morte di quelle persone, sono state uccide da un mostro, un Wendigo, il quale ferisce Dorian, infine MG uccide il mostro mentre Dorian viene portato in ospedale. Josie è costretta a far arrabbiare Hope affermando che lei dà tutta la colpa a Landon solo per non ammettere che lui ha fatto bene a lasciarla, la loro storia non aveva futuro e Hope per ostinazione non ha voluto ammetterlo mentre Landon ha avuto il coraggio di chiudere un rapporto disfunzionale. Hope si arrabbia e contrasta l'effetto del farmaco sconfiggendo tutte le streghe della congrega. Andi ammette che il rituale di purificazione era in realtà un rituale di evocazione, lei e Clarke fecero un patto sancito con la vita: se Andi non lo porta a termine morirà, serviva la forza di molte streghe per completarlo ed è per questo che aveva creato la congrega, ma ora ha deciso di portarlo a termine sacrificando la sua vita, ma prima getta addosso a Hope, Josie e Lizzie il liquido che era dentro il calice da cerimonia che conteneva una dose concentrata del farmaco, e le tre ragazze iniziano a delirare sotto l'effetto allucinogeno.
- Guest star: Nick Fink (Ryan Clarke), Courtney Bandeko (Finch Tarrayo), Demetrius Bridges (Dorian Williams), Sibylla Deen (Andi).
- Altri interpreti: Elijah B. Moore (Wade Rivers), George Contini (Signor Springthorpe), Xavier Mills (Brutus), Hannah Alline (Samantha), Paris Scott (Strega con il cristallo blu), Cheetah Platt (Wendigo), Douglas Tait (Lord Marshall).
- Ascolti USA: telespettatori 419 000[16]

## Una nuova speranza
- Titolo originale: A New Hope
- Diretto da: Brett Matthews
- Scritto da: Brett Matthews e Thomas Brandon

### Trama
Hope, Josie e Lizzie si ritrovano in una strana realtà, una parodia di Star Wars dove Lizzie è una principessa, Josie la sua gemella cyborg nonché servitrice, e Hope una guerriera cercatrice di rottami: Andi prima di morire ha usato su di loro la belladonna, le tre ragazze stanno affrontanno un percorso mistico dal quale usciranno solo quando affronteranno una verità nascosta. In questa realtà Ethan è un pilota interstellare e interesse amoroso di Lizzie, mentre Alaric è il padre assente delle gemelle e le tradisce facendo in modo che il loro antagonista, Lord Marshall (misterioso individuo il cui volto è coperto da un elmo) le catturi. MG ritorna alla Scuola Salvatore, mentre Emma è arrabbiata con Alaric per aver coinvolto Dorian nella missione rischiando di farlo uccidere dal Wendigo, ma Alaric non trova giusto che lei gli dia tutta la colpa; anche se Dorian ora è il preside del liceo di Mystic Falls lui non desidera una vita tranquilla, è proprio Dorian che gli ha chiesto di aiutarlo a dare la caccia al Wendigo. Stranamente la ferita di Dorian non è guarita, al contrario è peggiorata, infatti solo uccidendo il Wendigo è possibile guarire dalle sue ferite, ciò vuol dire che il mostro è ancora vivo. Lizzie ha capito che questa proiezione in realtà riflette un racconto che lei scrisse da bambina, ciò che la sorprende è che Hope combatta al suo fianco dato che nella storia da lei scritta era proprio Hope il nemico, ovvero Lord Marshall: Alaric non faceva che trascurarla dando a Hope tutte le sue attenzioni al tempo in cui la giovane Mikaelson si iscrisse alla Scuola Salvatore, sentiva che Alaric l'aveva tradita e vedeva in Hope una minaccia, infatti quest'ultima si era iscritta all'istituto con il nome di Hope Marshall (il cognome della madre). Le tre ragazze trovano un'inaspettata alleata nella piccola Hope, la quale fa parte pure lei del racconto, una strega intergalattica. Hope confessa a Lizzie che già sapeva di quel racconto, la stessa Hope lo aveva modificato, infatti Lord Marshall è il Vuoto, a cui Hope associava tutti i suoi problemi, come il fatto che la sua famiglia l'avesse abbandonata. Solo ora Josie e Lizzie hanno capito quanto Hope si sentisse sola da bambina, ha sempre voluto essere amica delle gemelle Saltzman e sperava che una volta sconfitto il Vuoto loro tre sarebbero state amiche e che la sua famiglia si sarebbe riunita. MG, Jed e Kaleb danno la caccia al Wendigo il quale ha assunto le sembianze di MG, quest'ultimo lo uccide definitivamente salvando Dorian. Hope ha capito che Lord Marshall non è il Vuoto, e ha compreso la verità nascosta che permetterà a lei, Josie e Lizzie di svegliarsi dall'illusione: Hope affronta Lord Marshall e lo uccide, poi gli toglie l'elmo e infatti egli si rivela essere Malivore; in linea con quello che aveva detto Lizzie il racconto si è riadattato a quella che è la loro attuale vita, dove Malivore è il nemico di Hope. Emma si scusa con Alaric capendo che lei è la moglie di Dorian, ed è una strega, di conseguenza è impossibile che lui possa realmente allontanarsi dal mondo del soprannaturale, comunque Alaric le promette che lo proteggerà sempre. Hope, Josie e Lizzie si risvegliano, la verità che Hope voleva evitare è che per sconfiggere definitivamente Malivore lei deve diventare il tribrido, ma le gemelle Saltzman hanno un'opinione diversa, loro due sono convinte che quella sarà l'unica strada solo se Hope si ostina a voler combattere contro Malivore da sola, infatti Josie e Lizzie non intendono abbandonarla. Le tre ragazze si abbracciano, ma poi scoprono chi è colui che Andi aveva evocato con l'incantesimo: Clarke.
- Special guest star: Summer Fontana (Hope Marshall).
- Guest star: Demetrius Bridges (Dorian Williams), Karen David (Emma Tig), Nick Fink (Ryan Clarke).
- Altri interpreti: Douglas Tait (Lord Marshall/Malivore), Maxton Jones (Barista), Cheetah Platt (Tritone), Shannon Sullivan (Infermiera).
- Ascolti USA: telespettatori 492 000[17]

## Il destino è bastardo, non è vero?
- Titolo originale: Fate's a Bitch, Isn't It?
- Diretto da: Jeffrey Hunt
- Scritto da: Benjamin Raab e Deric A. Hughes

### Trama
Clarke si mostra a Hope, Josie e Lizzie, spiegando che quando il Necromante lo decapitò venne intrappolato nell'oscurità di Malivore, ma Andi riuscì a riportarlo in vita come umano, spiegando inoltre che lui conosceva l'artefatto dentro cui era sigillata Cleo, e ha passato secoli a tentare invano di distruggerlo, o in qualche modo aprirlo, perché aveva sentito la voce secondo cui chi l'avesse fatto, avrebbe potuto vedere realizzato il suo più grande desiderio, ma questa era solo una falsità, ed il più grande desiderio di Clarke era appunto essere un umano vero, affinché Malivore non potesse controllarlo e torturarlo. 
Intanto, Landon e Cleo vanno in un museo ad Alexandria, dove sono esposte alcune opere di Leonardo da Vinci che quando conobbe Cleo era solo un artista sconosciuto, infatti fu lei come Musa a ispirarlo nella realizzazione delle sue opere. Tra le opere esposte al museo una in particolare non fu creata da lui, ma da Cleo: si tratta di un oggetto creato con il fango di Malivore. Landon e Cleo rubano l'oggetto, mentre Malivore riesce a mandare dei mostri dal mondo prigione, è probabile che abbia aperto quindi un portale tra i due mondi. Cleo vuole chiudere il portale e cerca di trovarlo usando il fango di Malivore dell'oggetto rubato, ma l'iniziativa non dà gli esiti sperati.
Lizzie è dell'opinione che il modo migliore per permettere a Hope di dimenticare Landon è quello di rimediarle un altro fidanzato e ritenendo Ethan la scelta migliore, va a parlare con lui. Le cose però prendono una piega inaspettata, quando Ethan le confessa che non prova nulla per Hope, in realtà è Lizzie quella che gli piace, chiedendole di uscire con lui, e la giovane Saltzman, lusingata, accetta. 
Landon e Cleo vanno in un motel, venendo raggiunti da Clarke e Hope, quest'ultima ha usato il sangue di Clarke per trovare Landon con un incantesimo di localizzazione, dato che Landon e Clarke sono fratelli. Landon ferisce Clarke alla gola con un coltello, ma Hope non può guarirlo con il suo sangue in quanto Clarke è figlio di Malivore e quindi il sangue della ragazza sarebbe tossico per lui. Hope allora usa la magia del fuoco per cicatrizzare la ferita di Clarke e poi lo salva portandolo in ospedale.
Intanto si scopre che quello non è Landon, ma Malivore che è fuggito dal mondo prigione, riuscendo in quello che è sempre stato il suo desiderio: prendere possesso del corpo del figlio. Malivore assorbe Cleo, poi interviene Alaric che lo cattura, imprigionandolo in una gabbia dentro la palestra della Scuola Salvatore. Hope parlando con Malivore a viso aperto gli intima di restituirle Landon e Cleo.
- Guest star: Omono Okojie (Cleo Sowande), Nick Fink (Ryan Clarke), Courtney Bandeko (Finch Tarrayo).
- Altri interpreti: Javier Vazquez Jr. (Autista).
- Ascolti USA: telespettatori 565 000[18]